# جو مورا
جو مورا (بالإنجليزية: Jo Mora) (و. 1876 – 1947 م)هو عالم رسم الخرائط، ومصور من الولايات المتحدة الأمريكية .

## سیره
وُلِد مورا في 22 أكتوبر 1876، في مونتيفيديو، أوروغواي. كان والده النحات الكاتالوني دومينغو مورا، وكانت والدته لورا جايارد مورا، وهي مثقفة ولدت في منطقة بوردو في فرنسا.
دخلت عائلته الولايات المتحدة في عام 1880 واستقرت أولاً في مدينة نيويورك، ، ثم في بيرث أمبوي، نيو جيرسي.